# Sellye
Sellye (en croata: Šeljin) es una ciudad del condado de Baranya, al sur de Hungría. Es el centro de la región de Ormánság, situada en la parte sur del condado.

## Historia
Según László Szita, en el siglo XVIII el asentamiento era completamente húngaro.

## Ciudades hermanadas
Sellye está hermanada con:
- Gnas, Austria
- Grubišno Polje, Croacia